# 烏克蘭反腐敗最高法院
烏克蘭反腐敗最高法院（烏克蘭語：Вищий антикорупційний суд України）是烏克蘭專門從事反腐敗案件審理的法院。
法院位于基辅布列斯特大街41号大楼。受理案值超过31000美元的腐败案件。共有35名法官员额。现有38名法官，其中27人审理一审案件，另外11人处理上诉案件。

## 历史
2017年10月下旬，为顺应欧盟与国际货币基金组织的压力，波罗申科敦促议员“立即行动起来”、完善创建反腐法庭的立法工作。2017年12月，乌克兰最高拉达起草了反腐败法院的法律。经过约2000次修订，2018年6月7日以315票支持的结果通过了该法律的最终版本。2018年6月14日筹建该法院。2018年6月26日乌克兰总统波罗申科签署了组建反腐败高等法院的法律。国际货币基金组织将审查这是否满足它的反腐败要求，作为发放175亿美元政治改革援助资金的前提。成立最高反腐法院是国际货币基金组织、世界银行和欧盟对乌获得新贷款的一项主要要求。舆论认为，此举为乌争取进一步的国际金融援助铺垫了道路。2018年12月，该法院决定在2019年第一季度正式组建。
2019年4月11日举行法院成立典礼，乌克兰总统波罗申科签署了任命法院38名法官的总统令。2019年5月7日由法官群体选出院长奥廖娜·塔纳塞维奇。2019年9月5日正式开始运作。
2019年10月30日，该法院首次案件宣判。